# 480i

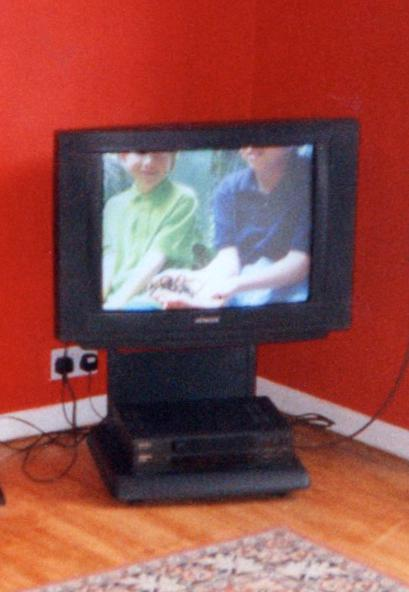
El 480i sigue siendo un formato fundamental en la historia de la televisión digital, proporcionando una base para entender cómo se han desarrollado los estándares modernos.

El 480i es un formato de vídeo utilizado para la televisión digital de definición estándar (SDTV), especialmente en países que adoptaron el estándar de televisión analógica NTSC, como Estados Unidos y gran parte de América. La denominación «480i» se descompone en dos partes: «480» se refiere a la resolución vertical de 480 líneas activas que componen la imagen, mientras que la «i» indica que el formato es entrelazado ("interlaced" en inglés). Aunque se transmiten un total de 525 líneas, solo 480 son efectivas para mostrar la imagen.
La contraparte del 480i en regiones que utilizan los estándares PAL y SECAM es el 576i, que tiene una resolución vertical de 576 líneas. Juntos, 480i y 576i representan los formatos más comunes de televisión de definición estándar a nivel mundial.

## Detalle técnico
En el sistema NTSC, originalmente había 486 líneas activas, pero esta cifra se ajustó a 480 en versiones posteriores. Un cuadro completo en este formato se divide en dos campos: uno par y otro impar. Cada campo contiene la mitad de la información visual, lo que permite que el sistema entrelazado presente imágenes fluidas. Por convención, un fotograma comienza con un campo par seguido por un campo impar.
La discrepancia en el número de líneas entre NTSC y otros sistemas se resuelve mediante un método específico para contar las líneas. En NTSC, la numeración inicia cinco pulsos antes del primer pulso activo, lo que coloca una línea media al final del campo par y al inicio del campo impar. Este enfoque evita confusiones sobre el inicio de cada campo y asegura que las líneas correspondan a las imágenes reales presentadas.

## Resolución y Relación de Aspecto
Para el formato DV-NTSC, se utilizan únicamente las 480 líneas visibles. La resolución horizontal típica es de 720 muestras, aunque solo 704 son visibles. Esto da lugar a una relación de aspecto de 4:3, resultando en una resolución comúnmente referida como 640 × 480 píxeles (VGA). Este formato es ampliamente reconocido como televisión de definición estándar.

## Frecuencia y Abreviaturas
La frecuencia del campo para el 480i es generalmente de aproximadamente 59.94 hertzios, lo que a menudo se redondea a 60 Hz. Existen varias convenciones para abreviar esta combinación de resolución y frecuencia, incluyendo:
- 480i60
- 480i/60
- 480/60iEstas notaciones son utilizadas para describir el formato en contextos técnicos y profesionales.

## Transmisión Digital
El formato 480i puede ser transportado a través de los principales sistemas de televisión digital, incluyendo ATSC (Advanced Television Systems Committee), DVB (Digital Video Broadcasting) e ISDB (Integrated Services Digital Broadcasting). Esto permite su uso en diversas plataformas digitales modernas mientras mantiene su relevancia histórica en la transición desde la televisión analógica.